# Zuñi
Gli Zuñi (IPA: [ˈzu ˌni]; o anche Zuni) sono una popolazione amerindia di agricoltori che vive attualmente nello Stato del Nuovo Messico, negli Stati Uniti.

## Storia
Considerati uno dei popoli Pueblo, il numero totale di individui tocca le 12.000 persone, di cui l'80% è costituito da individui nativi. La maggior parte degli Zuñi vive nella riserva Zuñi, fra gli Stati dell'Arizona e del Nuovo Messico. Definiti al di sotto della soglia minima di povertà, dagli standard economici statunitensi, la maggioranza degli Zuñi non si considera povero ed accetta di buon grado l'attuale stile di vita. La loro cultura è da annoverare tra le civiltà iscritte nel filone dei Pueblo, di cui hanno usanze e costumi. La lingua zuñi è una lingua isolata.
Si tratta molto probabilmente di una singolare coincidenza, ma gli indiani Zuñi nel Nordamerica utilizzano gli stessi simboli dei numeri romani per le cifre 1, 5 e 10 (I, V e X rispettivamente). È chiaro che V rappresenta una mano aperta, quindi il 5 per via delle 5 dita è quindi X due mani aperte e quindi dieci.

## Curiosità
Gli Zuñi appaiono nel romanzo Il mondo nuovo di Aldous Huxley, dove vengono considerati selvaggi dal mondo "civilizzato" e vivono confinati in una riserva nel Nuovo Messico.
Appaiono anche nel romanzo giallo di Tony Hillerman Là dove danzano i morti, ambientato nel loro villaggio e di cui uno dei protagonisti è il "leggendario tenente" Joe Leaphorn, della Polizia Navajo.